# Dvanáct (film)
Dvanáct (v originále číslicemi 12) je ruský film režiséra Nikity Michalkova z roku 2007, vytvořený jako remake amerického filmu Dvanáct rozhněvaných mužů. Michalkov si zároveň zahrál roli předsedy dvanáctičlenné soudní poroty, která dlouhé hodiny rozhoduje o vině či nevině čečenského mladíka, obžalovaného z vraždy svého adoptivního ruského otce.

## Děj
Převážnou většinu děje představuje jednání poroty, která se radí ve školní tělocvičně. Je od ní vyžadováno jednomyslné rozhodnutí a zpočátku se zdá, že takto záhy rozhodnou o vině. Usnesení však vetuje člen, kterému se zdá rozhodnutí příliš rychlé. Jednotliví členové, muži různých profesí s různými životními zkušenostmi, obhajují ze svého pohledu vinu či nevinu a postupně mění názory. Jednání se protahuje přes noc, vycházejí najevo nové důkazy a motivy, provádí se rekonstrukce činu. Děj je střídán krátkými scénami ze života obžalovaného a z válečného Čečenska.
Na závěr jednání hlasuje jedenáct členů poroty pro nevinu; proti je předseda. Ten se podvoluje většině s tím, že už od začátku byl o nevině přesvědčen – věděl však, že na svobodě by obžalovanému hrozilo nebezpečí od skutečných vrahů. Nakonec je mladík obžaloby zproštěn a předseda poroty se ho ujímá.

## Ocenění
Snímek byl nominován na Oscara za nejlepší zahraniční film a na benátském festivalu na Zlatého lva.